# إيمانويل فريمبونج
إيمانويل فريمبونج (بالإنجليزية: Emmanuel Frimpong)‏ مواليد 10 يناير 1992 في كوماسي، هو لاعب كرة قدم إنجليزي. يلعب كلاعب وسط. مثّل منتخب إنجلترا لكرة القدم فئة الشباب.

## المسيرة الاحترافية

### أندية لعب لها
- نادي أرسنال
- نادي بارنسلي
- نادي أوفا

## روابط خارجية
- إيمانويل فريمبونج على موقع ميوزك برينز (الإنجليزية)

- إيمانويل فريمبونج على موقع قاعدة بيانات كرة القدم.إي يو (الإنجليزية)
- إيمانويل فريمبونج على موقع ناشيونال فوتبول تيمز (الإنجليزية)
- إيمانويل فريمبونج على موقع Soccerbase.com (لاعب) (الإنجليزية)
- إيمانويل فريمبونج على موقع Soccerway.com (الإنجليزية)
- إيمانويل فريمبونج على موقع عالم كرة القدم.نت (الإنجليزية)
- إيمانويل فريمبونج على موقع AS.com (الإسبانية)